# Ultrapitec
L'ultrapitec (Ultrapithecus rutilans) és una espècie extinta de mamífer notoungulat de la família dels oldfieldthomàsids que visqué a Sud-amèrica durant l'Eocè, fa entre 38 i 41,3 milions d'anys. Se n'han trobat restes fòssils a la província argentina de Chubut. Es tracta de l'única espècie classificada actualment en el gènere Ultrapithecus. En un primer moment, fou classificat incorrectament com un simi a causa de les seves dents de tipus braquidont i l'anatomia del maxil·lar inferior. El seu nom genèric, Ultrapithecus, significa ‘més enllà de Pithecus’, mentre que el seu nom específic, rutilans, significa ‘rutilant’ en llatí.